# Paola Tiziana Cruciani

Paola Tiziana Cruciani

Paola Tiziana Cruciani (* 29. Januar 1958 in Rom) ist eine italienische Schauspielerin.

## Leben
Cruciani ist Schülerin des „Laboratoriums“ von Gigi Proietti und debütierte auf der Bühne mit der Kabarettgruppe „La Zavorra“. Im Fernsehen spielte sie unter Ugo Gregoretti in Straparole (1981) nach Cesare Zavattini. Weitere Bildschirmarbeiten waren Al Paradise (1983), Un'altro varietà (1986) sowie Europa Europa unter der Regie von Luigi Bonori. 1989 war sie neben Marco Messeri und Maurizio Mattioli Hauptdarstellerin der ersten italienischen Sitcom, Stazione di servizio, die Bruno Corbucci inszenierte. Mitte der 1990er Jahre war die extrovertierte, ausdrucksstarke Schauspielerin eine der gefragtesten, vom Publikum geliebten und von den Kritikern gelobten Stars in Italien. Neben umfangreichen Fernsehengagements (Per amore o per amicizia, Paolo Poeti 1993; Addio e ritorno, Rodolfo Roberti 1996; Mamma mi si è depresso papa, Paolo Poeti 1996; Nuda proprietà vendesi, Enrico Oldoini 1998; Un Oscar per due, Felice Farina 1998; Le ali della vita, Stefano Reali 2000; Il rumore dei ricordi, Paolo Poeti 2000 und die Serie Compagni di scuola, Tiziana Aristarco 2002)  kamen nun noch etliche Kinorollen hinzu. Im neuen Jahrtausend erfolgten weitere Serien, Fernsehfilme und gelegentliche Kinoarbeiten. Dazu nahm Cruciani die Theaterarbeit erneut auf.
Cruciani war einige Jahre mit Paolo Virzì verheiratet.

## Filmografie (Auswahl)
- 1981: Straparole (Fernsehfilm)
- 1983: Al Paradise (Fernsehshow)
- 1984: Dolce Vita – Nicht für uns (Magic Moments)
- 1986: Un’altro varietà (Fernsehshow)
- 1988: Europa Europa (Fernsehfilm)
- 1989: Stazione di servizio (Fernsehserie)
- 1993: Per amore o per amicizia (Fernsehfilm)
- 1994: Ohne Haut (Senza pelle)
- 1996: Addio e ritorno (Fernsehfilm)
- 1996: Mamma mi si è depresso papa (Fernsehfilm)
- 1998: Nuda proprietà vendesi (Fernsehfilm)
- 1998: Un Oscar per due (Fernsehfilm)
- 2000: Der Flug des Adlers (Le ali della vita) (Fernsehfilm)
- 2000: Il rumore dei ricordi (Fernsehfilm)
- 2002: Compagni di scuola (Fernsehserie)
- 2008: Das ganze Leben liegt vor Dir (Tutta la vita davanti)
- 2008: Don Matteo (Fernsehserie, 2 Folgen)
- 2011: Scialla! Eine Geschichte in Rom (Scialla!)
- 2016: Lampedusa (Fernsehmehrteiler)
- 2022: Chiara
- 2023: Morgen ist auch noch ein Tag (C’è ancora domani)